# Lesser Ury

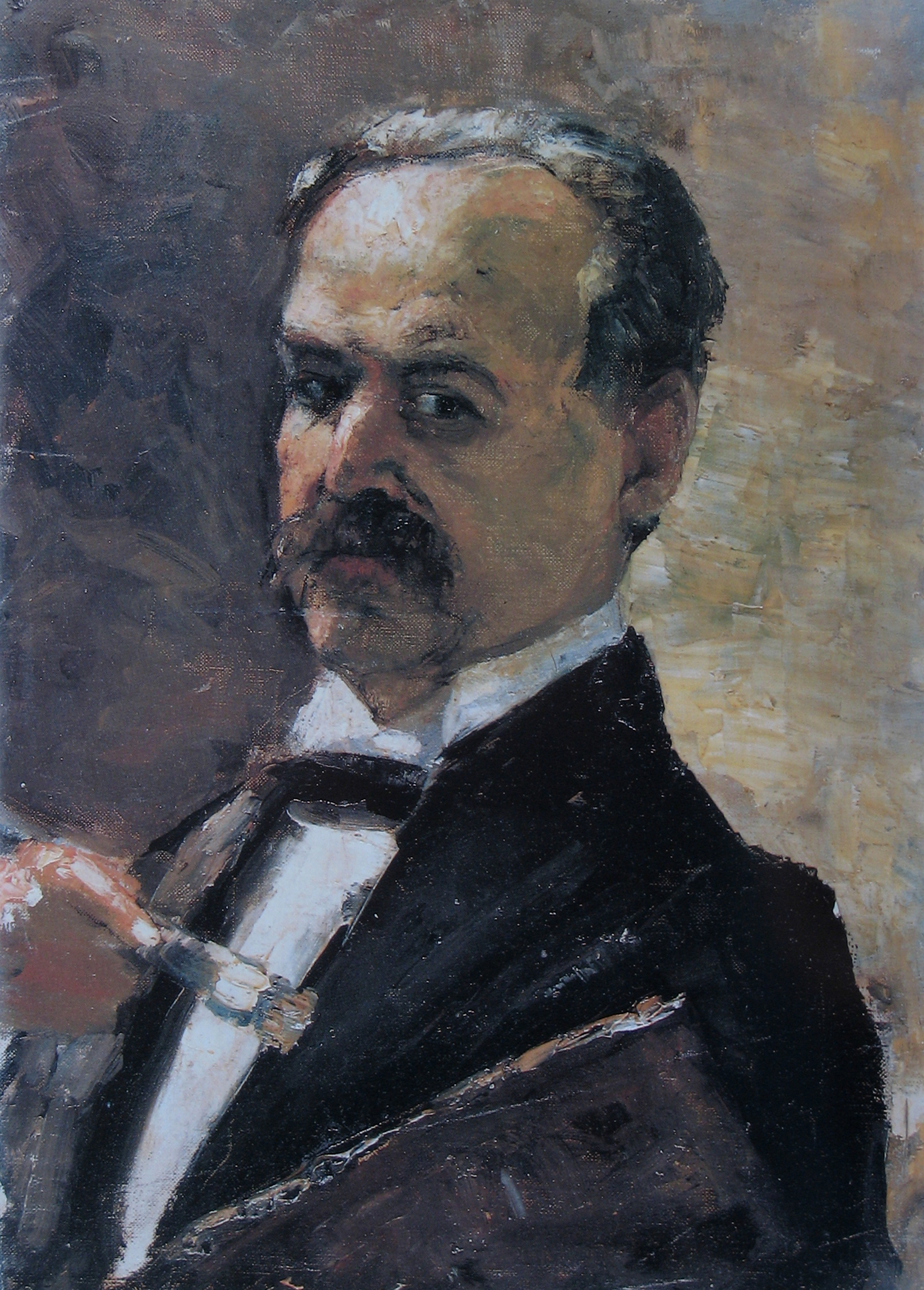
Zelfportret met penseel en palet, 1910

Leo Lesser Ury (Birnbaum, 7 november 1861 - Berlijn, 18 oktober 1931) was een Duits kunstschilder van Joodse herkomst, vooral bekend om zijn stadsgezichten en landschappen. Zijn werk wordt gerekend tot het impressionisme.

## Leven en werk
Ury was de zoon van een bakker. Toen zijn vader overleed verhuisde het gezin in 1872 naar Berlijn. Van 1879 tot 1880 studeerde hij aan de Kunstacademie Düsseldorf. Daarna trok hij op reis naar Antwerpen, Brussel en Parijs. In 1882 keerde hij terug naar Brussel om er aan de Academie te studeren bij Jean-Francois Portaels. Het jaar erop verhuisde hij naar Parijs, waar hij les kreeg van Jules Joseph Lefebvre. Na dit buitenlandse avontuur keerde Ury terug naar Duitsland. In Berlijn werd hij nog afgewezen (1885), maar hij kon zijn opleiding voltooien in Stuttgart, Karlsruhe en München, waarna hij zich terug in Berlijn ging vestigen (1887). Ook later zou hij nog regelmatig blijven reizen, onder meer naar Domburg in 1912 en 1913.
Ury exposeerde voor het eerst in 1889, nog zonder veel succes. In 1893 sloot hij zich aan bij de progressieve Münchner Sezession en in 1903 bij de Berliner Sezession. Vaak tegengewerkt door collega-kunstschilder Max Liebermann, die in Ury een geduchte concurrent zag, kwam de erkenning van zijn werk relatief laat. Pas in 1915 en 1922 had hij zijn eerste grote exposities.
Ury maakte vooral naam met zijn straatbeelden van Berlijn en ook andere steden, schilderwerken maar ook etsen en droge naald-prenten. Hij werkte in een impressionistische stijl, met subtiele tonen nevel, nachtverlichting, regenweer enzovoort weergevend. Ook schilderde hij café-scènes, landschappen en stillevens. Vaak maakte hij van zijn beste werken snelle kopieën voor de verkoop, hetgeen zijn reputatie uiteindelijk niet ten goede kwam.
Ury leidde een introvert, teruggetrokken leven. Na een hartaanval in 1928 ging zijn gezondheid snel achteruit. Hij overleed in 1931, op bijna 70-jarige leeftijd. Hij werd begraven op begraafplaats Weißensee.
Ury's naletenschap, met zijn beste werken, werd in 1932 geveild, mede waardoor veel van zijn schilderijen zich nog steeds in privé-bezit bevinden. In 2010 vond in 'Villa Grisebach' te Berlijn een grote overzichtstentoonstelling van zijn werk plaats, waarop veel van zijn schilderijen voor het eerst sinds zijn dood weer bij elkaar werden gebracht. Diverse van zijn werken zijn te zien in de Berlinische Galerie. Het Museum voor Schone Kunsten van Doornik bezit verschillende impressionistische aquarellen van zijn hand, aangekocht door Henri Van Cutsem.

## Galerij

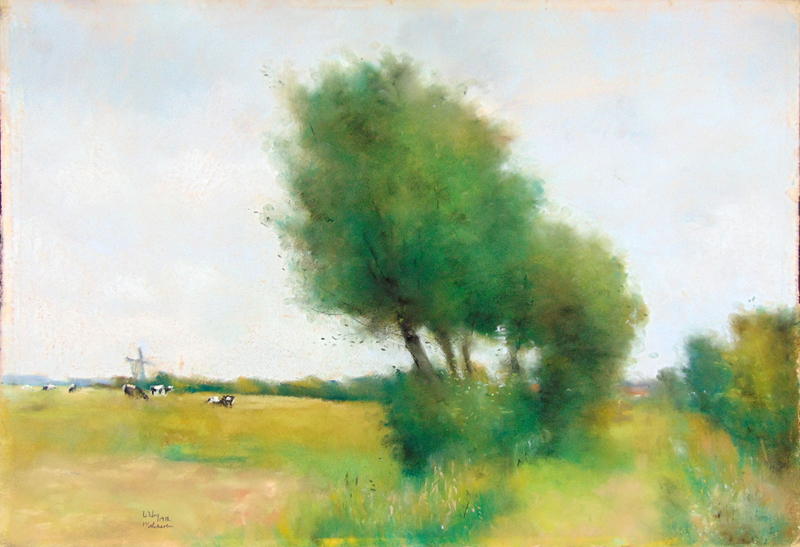
Landschap in Walcheren met grote bomen en grazende koeien, 1912
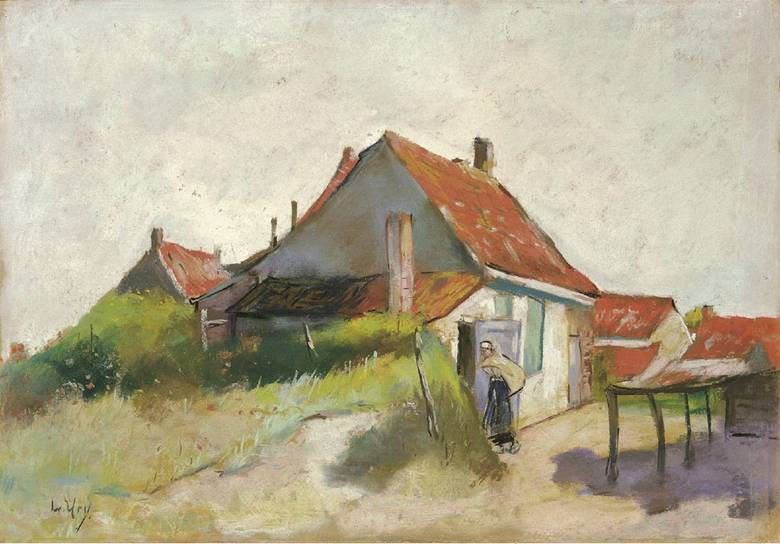
Huis met rood dak (Domburg), 1912-1913
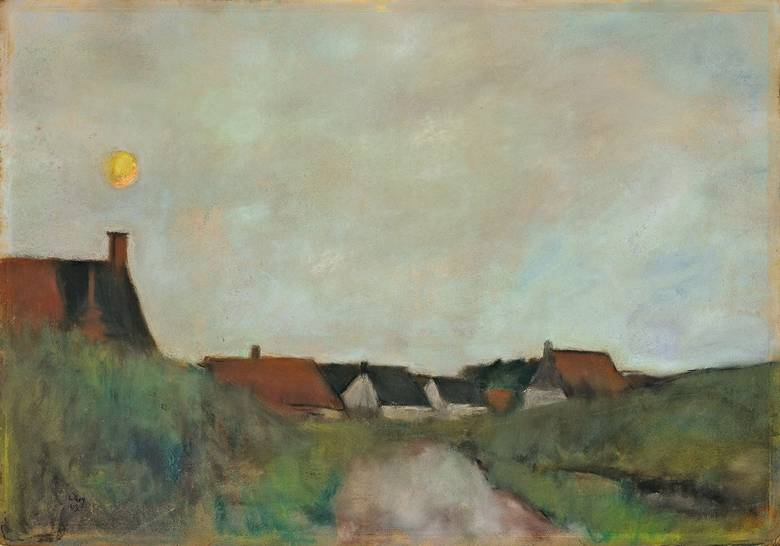
Domburg, 1913
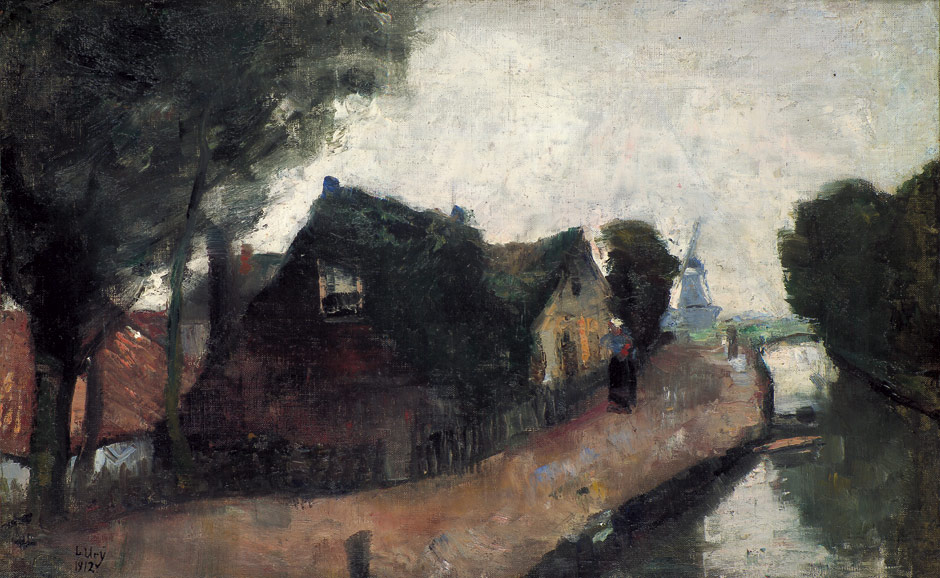
Hollands dorp aan een kanaal, 1912
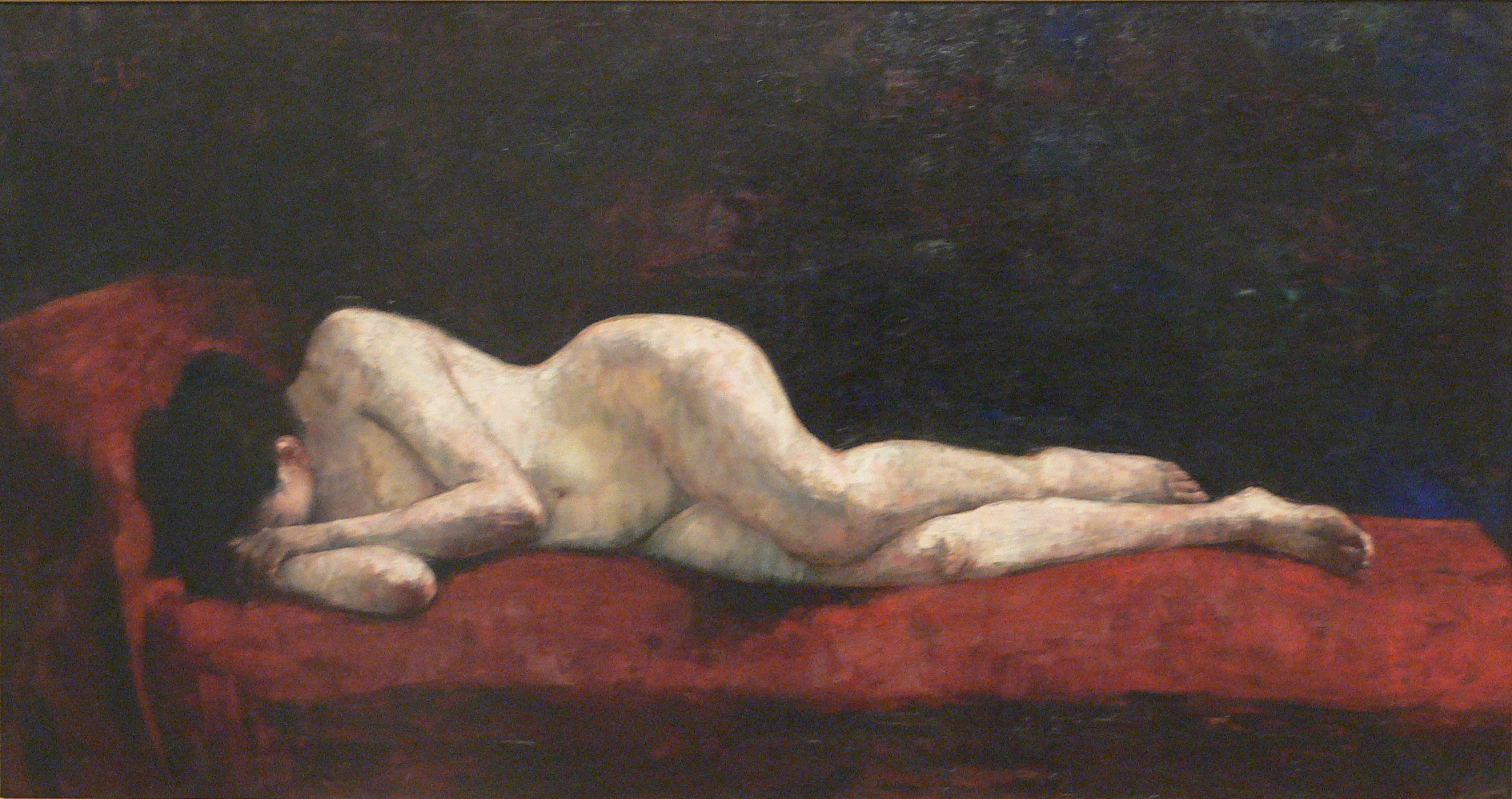
Liggend naakt, 1889
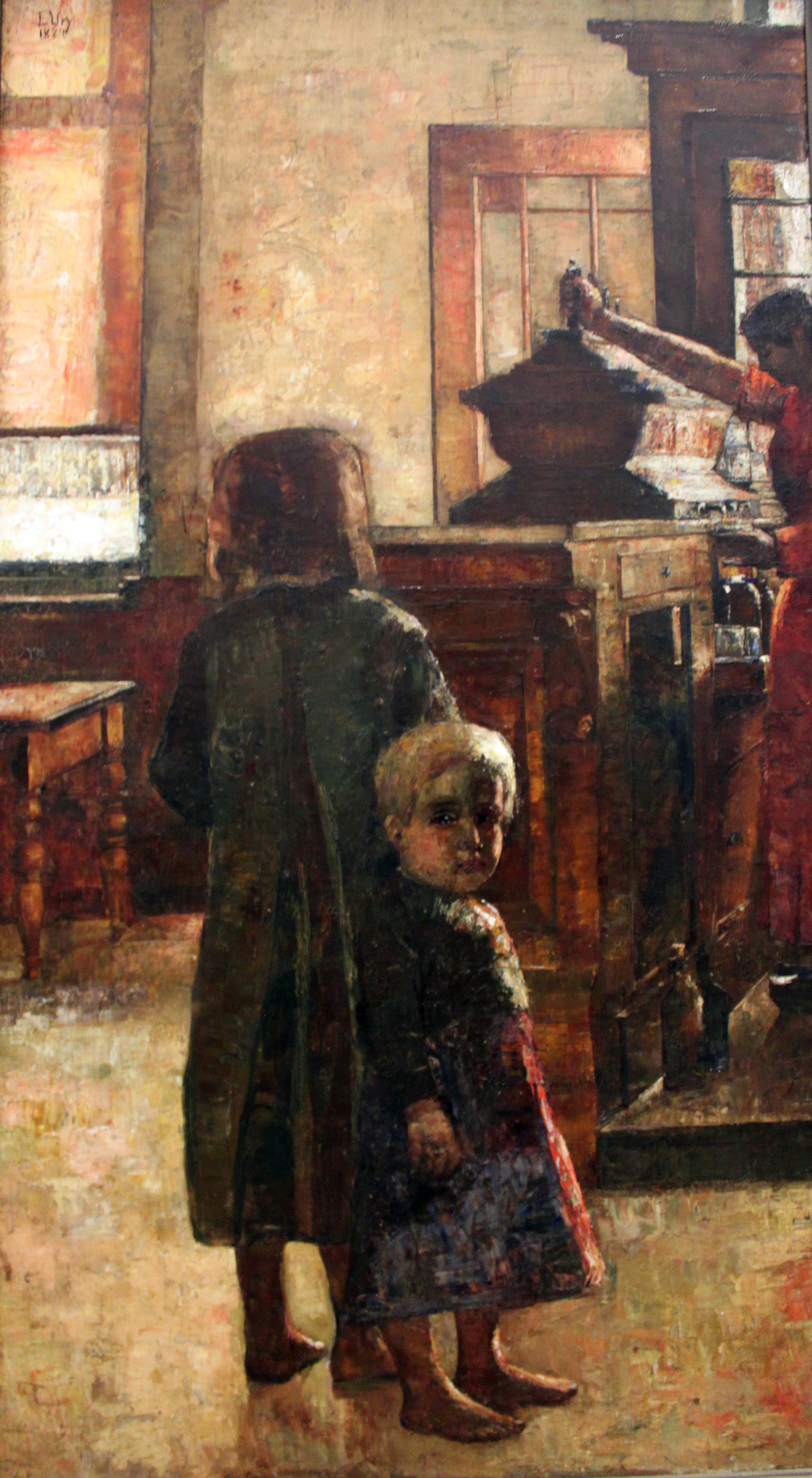
Estaminet, Vlaamse kroeg, 1884
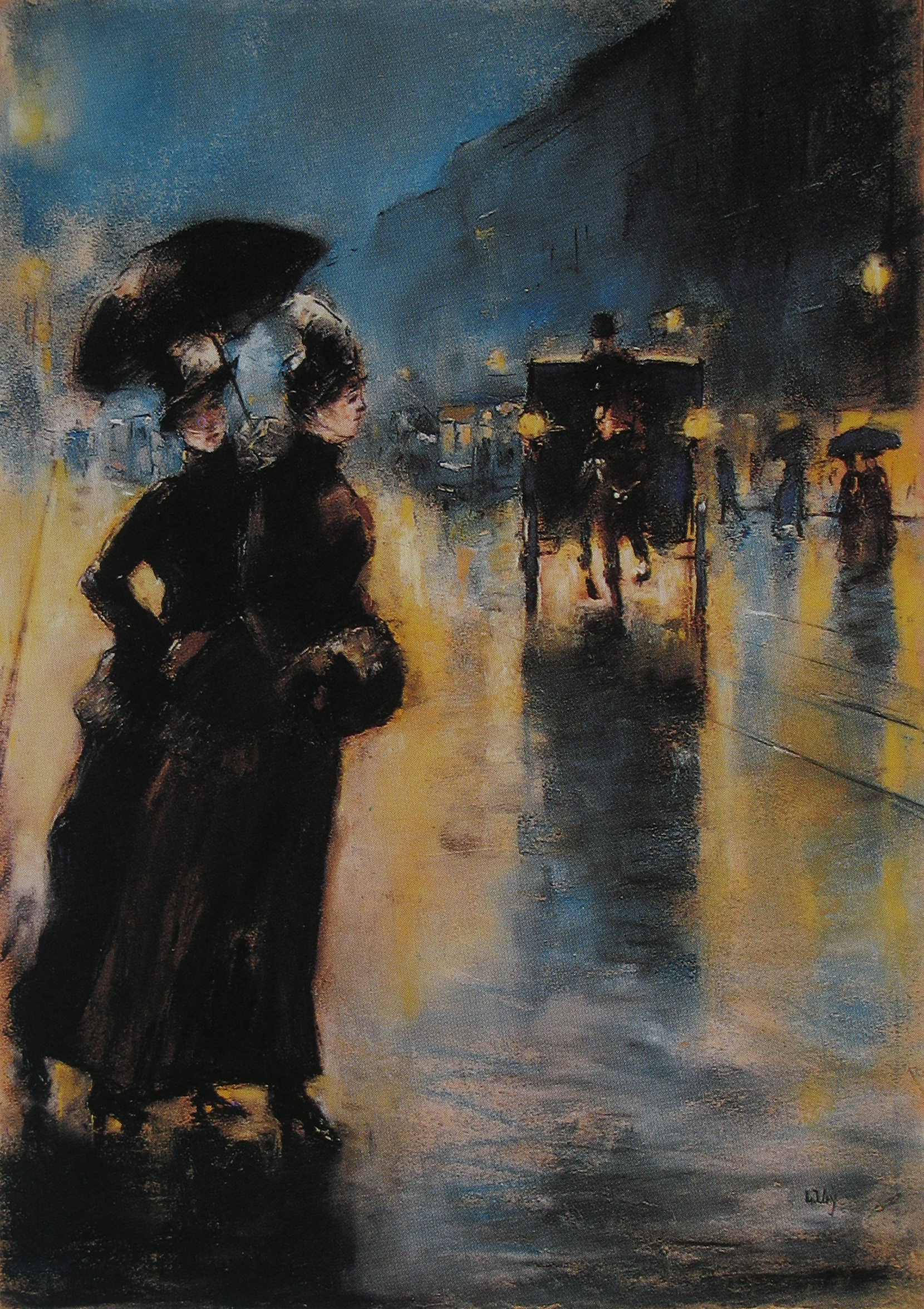
Nachtelijk Berlijn, in licht, 1889
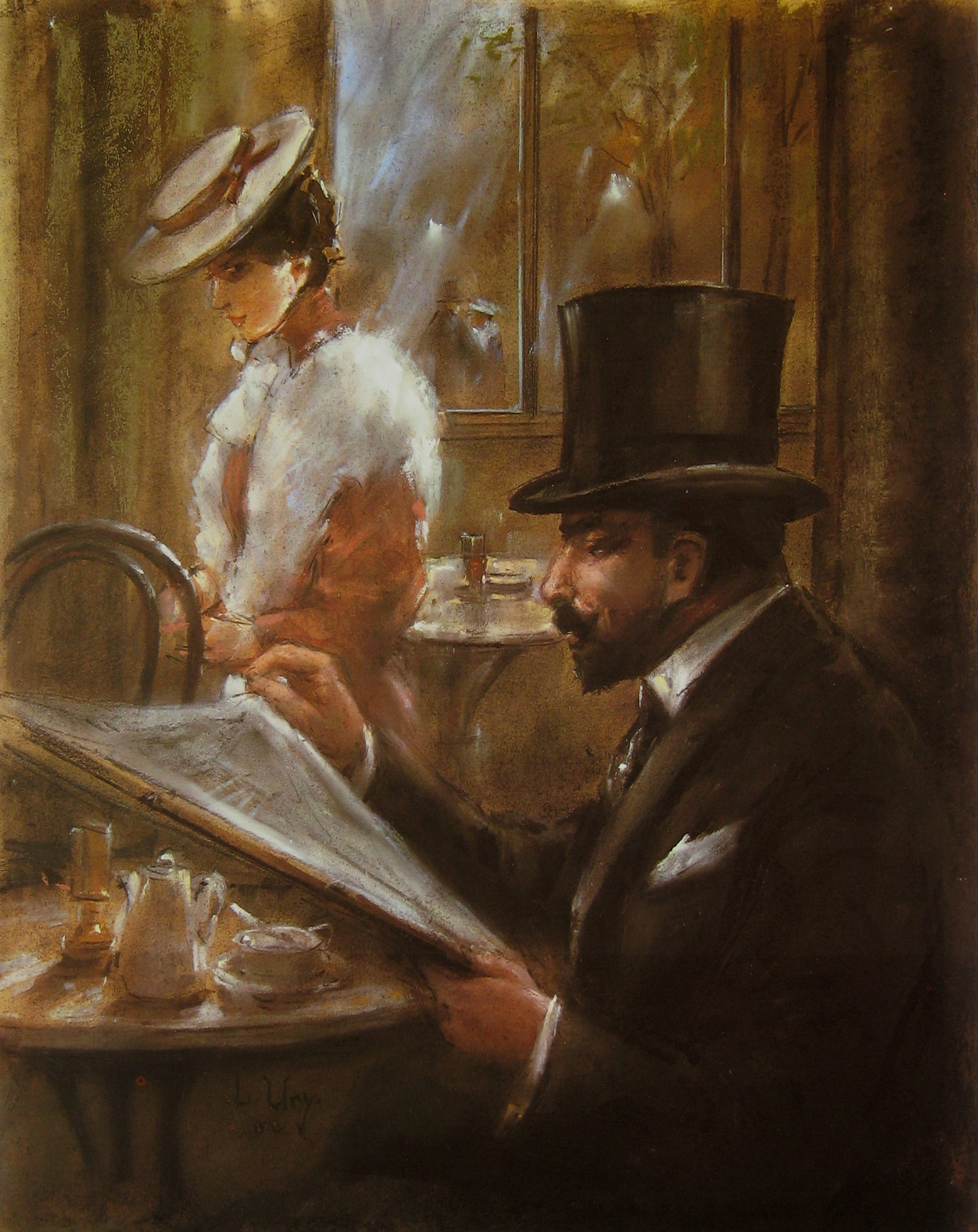
In Cafe Bauer, 1898
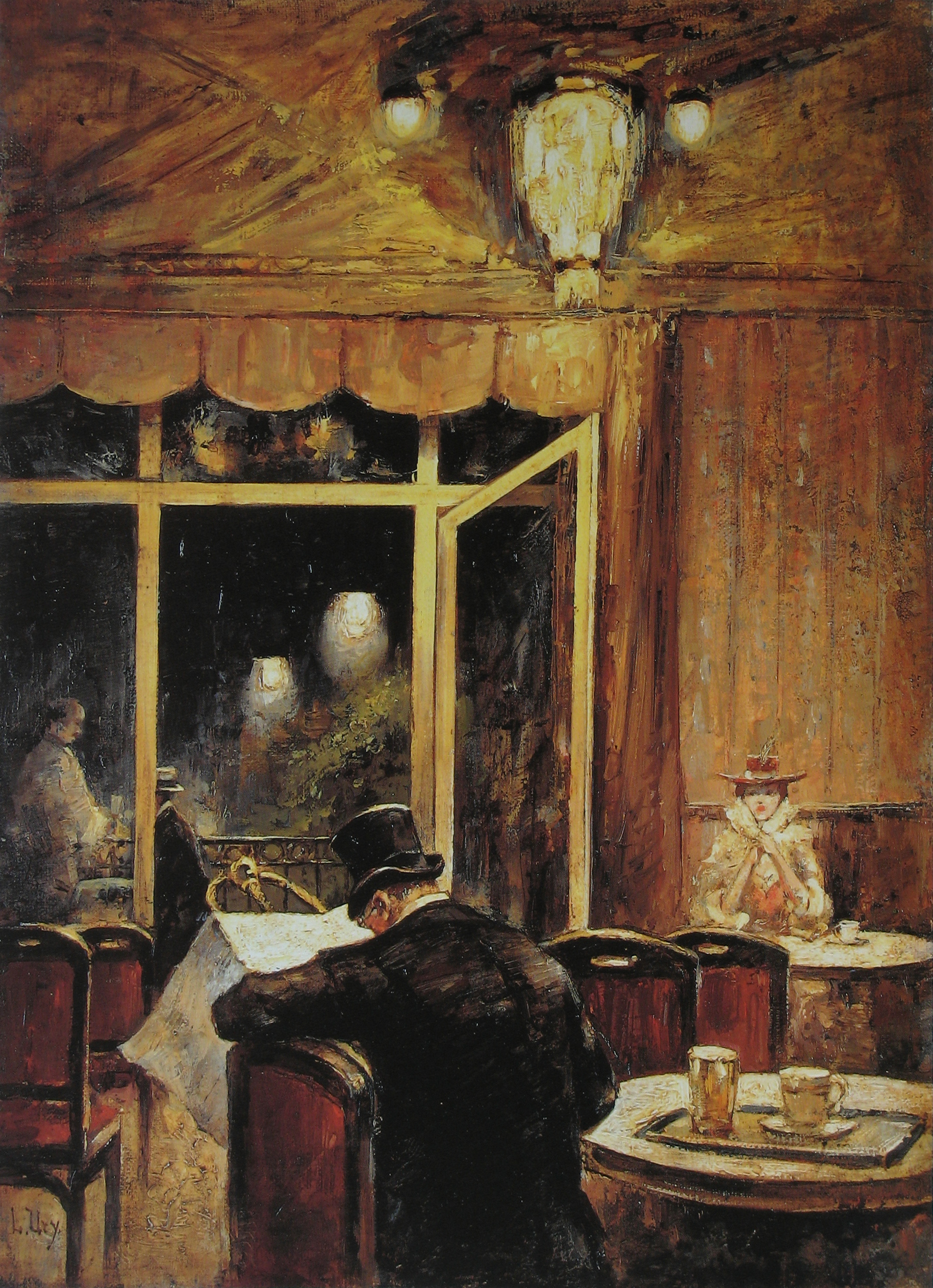
Avond in Café Bauer, 1898
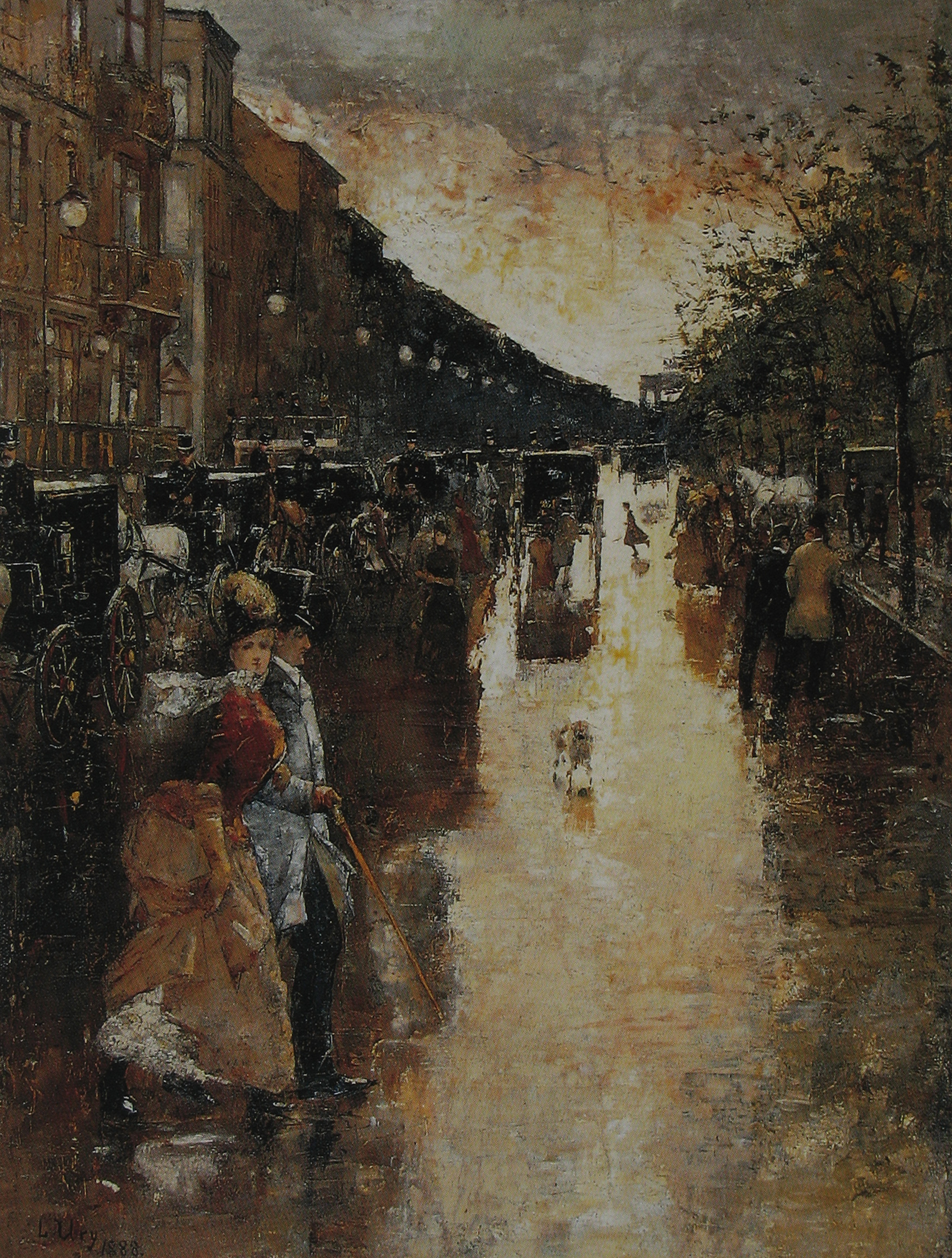
Unter den Linden na de regen, 1888
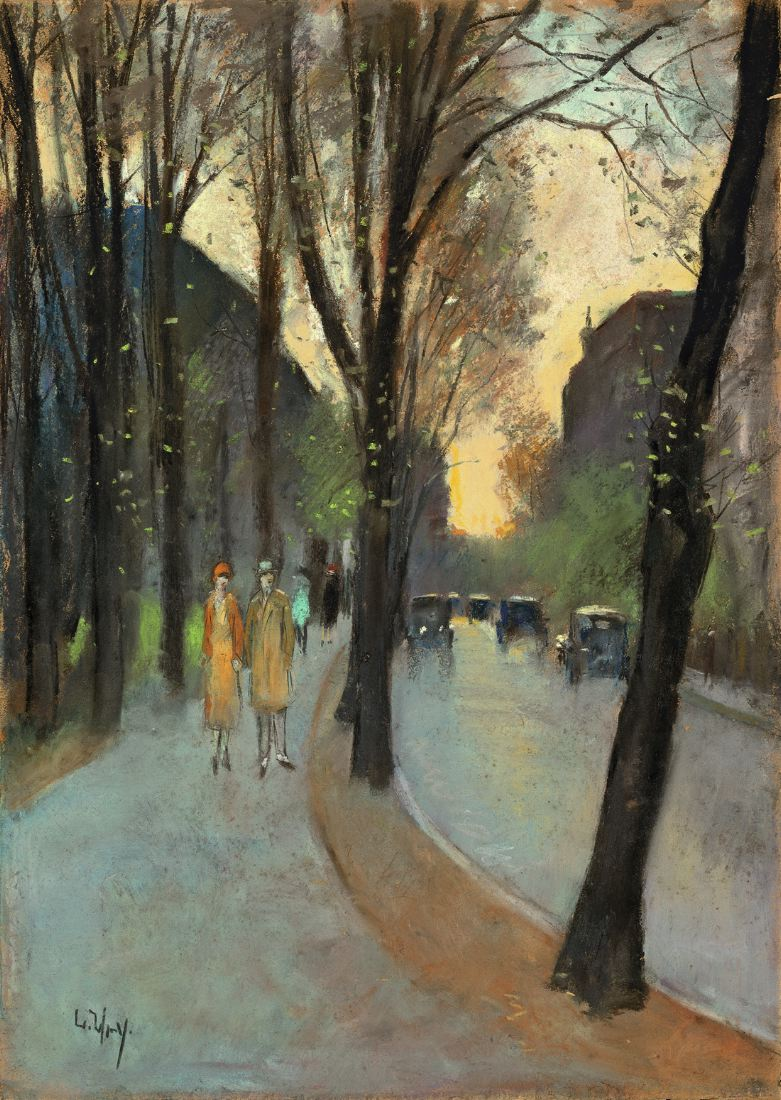
Berlijnse straat in het vroege voorjaar, ca. 1920